# Cable de cintratge

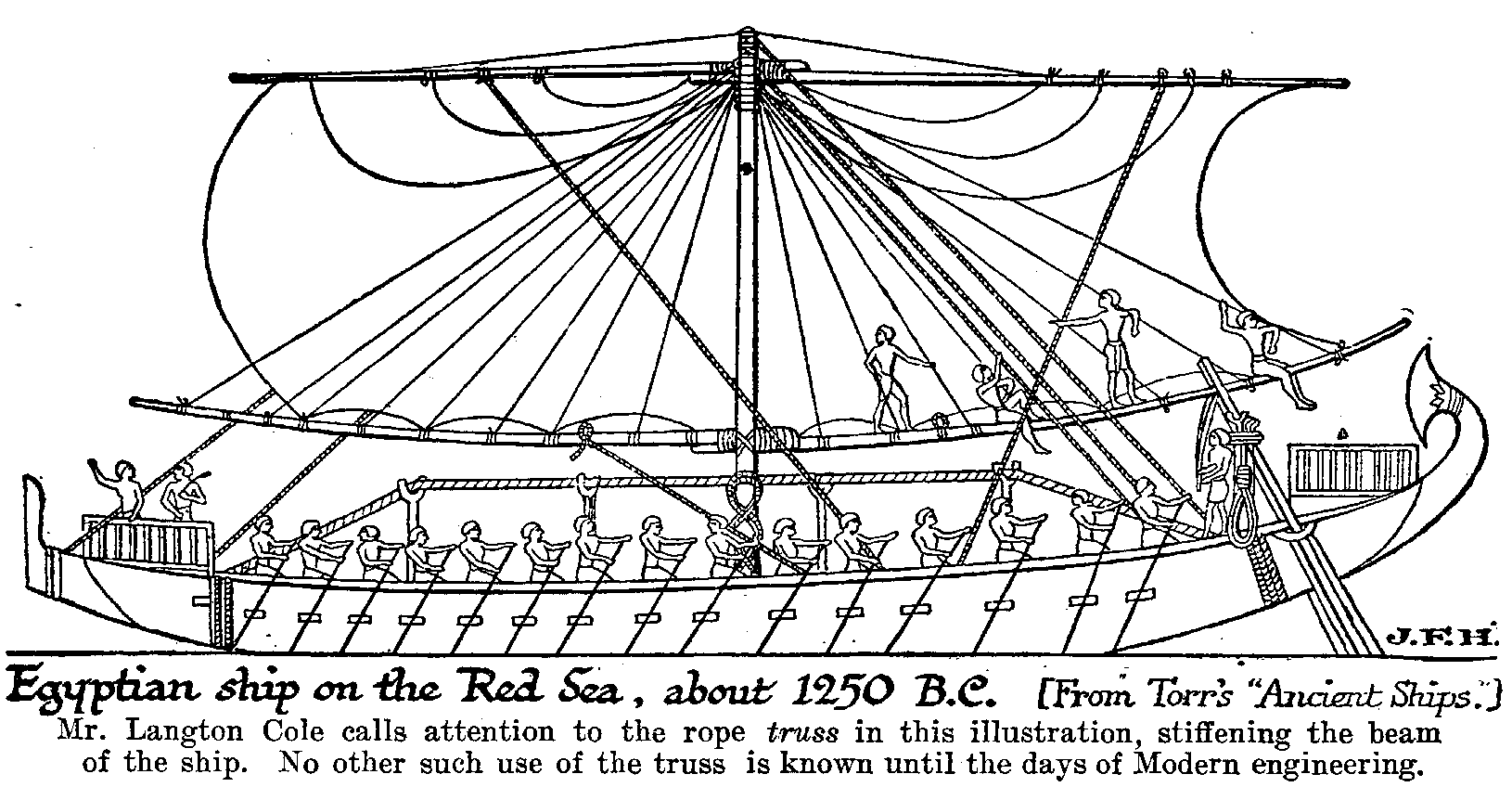
Vaixell egipci amb cable de cintratge (c1250 aC).

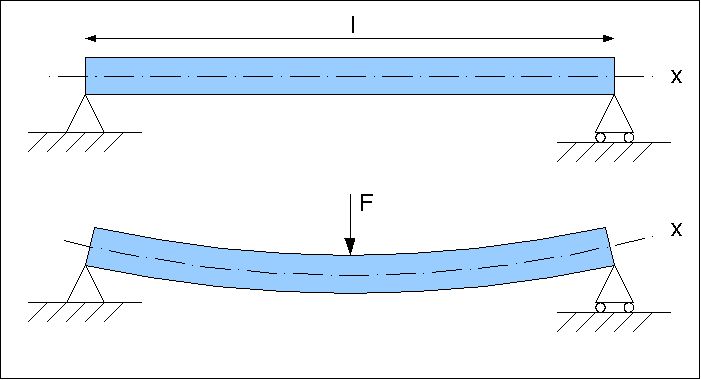
Flexió teòrica d'una biga recolzada-articulada sotmesa a una càrrega puntual centrada F.

Biga amb cable de cintratge.

En construcció naval antiga, un cable de cintratge era una corda gruixuda que formava part d'un sistema indispensable de reforç estructural del buc. Segons la solució adoptada hi havia dos o quatre cables longitudinals. Anaven lligats a proa i a popa i s'estenien per la part superior del vaixell des de la part davantera fins a la part posterior.

## Funció
El buc d'un vaixell funciona com una biga quan està sotmès a flexió. En una biga flexionada la part convexa de la deformació està sotmesa a tracció. En alguns dissenys de bigues l'element resistent a aquest esforç de tracció és un cable o una barra prima.

## Història
Les representacions més antigues de vaixells amb cables de cintratge són de l'Antic Egipte i són anomenades “tortors” en documents moderns.
També les trirrems gregues comptaven amb un sistema similar anomenat “hypozoma” en singular (”hypozomata” en plural).
Les trirrems romanes i les grans naus de càrrega (”navis onerariae”) també adoptaven cables de cintratge.

## Naufragi de Sant Pau
En els Actes dels apòstols es pot llegir el naufragi de Sant Pau, que viatjava en una nau mercant romana carregada de blat.
El viatge va començar malament. La nau va salpar de Laloí Limenes -Bells Ports- (prop de Lasea) en una època perillosa (passat el “dejuni”, dia de l'Expiació jueva o Yom Kippur, entre setembre i octubre) contra el consell de Pau, ja que el centurió que manava va fer més cas del pilot i del patró. Aviat els sorprengué una ventada, d'un vent anomenat euroaquiló. Varen hissar el bot que duien a remolc amb prou feines i cintraren la nau amb cables...Al cap de catorze nits d'anar a la deriva encallaren la nau en un sorral i amb moltes dificultats arribaren a la platja. Era l'illa de Malta.
Al cap de tres mesos va salpar en una nau alexandrina, encomanada als Dióscors (o Dioscurs, Càstor i Pol·lux) cap a Siracusa.

## Isidor de Sevilla
Isidor de Sevilla, a les Etymologiae, va parlar dels cables de cintratge.
| « | Tormentum funis in navibus longus, qui a prora ad puppim extenditur quo magis constringantur. Tormenta autem a tortu dicta, restes funesque. Scaphon funis in prora positus. | » |
| — (Traducció aproximada). En les naus el “tormentum” és un cable gruixut i llarg que va de proa a popa i que reforça l'estructura. Aqueixos calabrots s'anomenen “tormenta” pel fet que estan trenats (“tortus”). “Scaphon” és un cable situat a la proa. , Isidor de Sevilla. Etimologies. Llibre XIX, Cap. 4. 6. | |   |